# Liparis schmidti
Liparis schmidti is een straalvinnige vissensoort uit de familie van snotolven (Cyclopteridae). De wetenschappelijke naam van de soort is voor het eerst geldig gepubliceerd in 1987 door Lindberg & Krasyukova.